# Papiros medicinais egípcios

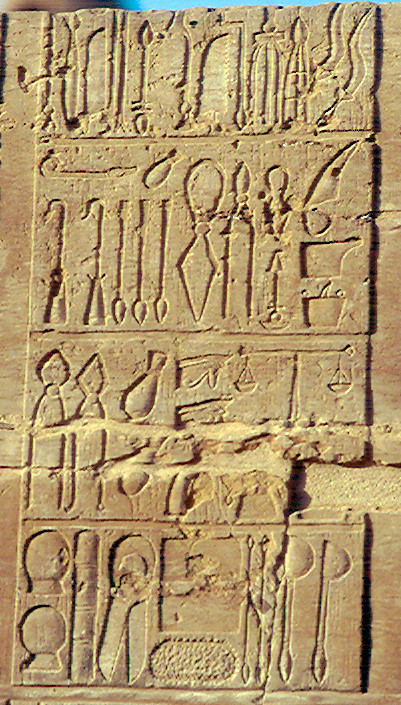
Antigos instrumentos médicos egípcios, Templo de Com Ombo

A prática da medicina no Egito Antigo teve grande influência sobre a medicina ocidental, juntamente com as práticas medicinais de povos mesopotâmicos, das quais temos conhecimento por meio dos registros em escrita cuneiforme, criada pelos sumérios e usada por outros povos da Mesopotâmia, como os assírios e babilônicos. Já a medicina egípcia, uma combinação de práticas médicas com magia, era registrada nos papiros, para que fosse consultada pelos médicos egípcios.
Os papiros medicinais egípcios são, dessa forma, antigos textos egípcios escritos em papiro que permitem um vislumbre sobre práticas e procedimentos médicos do Antigo Egito. Esses papiros dão detalhes acerca de doenças, diagnósticos, remédios indicados (incluindo os herbais), cirurgias ou encantos mágicos. Acredita-se que tenham existido mais papiros medicinais, porém muitos foram perdidos ao longo do tempo, por diversos motivos, como roubos, acidentes e desastres. O maior estudo publicado sobre papiros medicinais foi realizado pela Universidade de Berlim, intitulado Medizin der alten Ägypter ("Medicina do Antigo Egito").

## Magia e Medicina
A medicina egípcia tradicional foi baseada principalmente numa mistura de feitiços mágicos e religiosos. O processo de "cura" era usualmente feito através do uso de amuletos ou encantamentos mágicos, e as doenças eram tidas como causadas por ações ou comportamentos rancorosos. Posteriormente, médicos poderiam realizar uma série de tratamentos médicos, se necessário. As instruções para esses rituais de cura foram posteriormente inscritas em pergaminhos por sacerdotes, retratando as ações dos atos.
Assim, os rituais e encantamentos invocavam o poder dos deuses, como, por exemplo, Heka, o deus egípcio da medicina e da magia. Vale ressaltar que essas práticas não eram exclusivas da medicina, mas eram presentes também em outras áreas, com diferentes propósitos. Embora Heka designasse o deus da medicina, a palavra também era concebida como conceito de "prática mágica", que se ligava à três princípios, o feitiço, o ritual e o mago. Dessa maneira todo médico era também um mago, devendo este saber como a magia deveria ser usada em cada situação. E, da mesma forma, os egípcios antigos acreditavam que as doenças tinham uma causa sobrenatural, seriam castigo dos deuses, ou causadas por espíritos malignos e encantamentos, por isso, a cura também envolvia a prática mágica.
Ainda que o processo de cura envolvesse magia, não significa que o conhecimento prático e teórico era inexistente ou não era integrado aos tratamentos. Pelo contrário, os egípcios tinham, por exemplo, compreensão do sistema nervoso, que, se atingido de alguma forma, afetava outras áreas do corpo além da parte na qual se encontrava o ferimento. Também sabiam medir a pulsação e tinham outros conhecimentos anatômicos, apesar de serem limitados. 

## A Casa da Vida (Per-Ankh)
As práticas e feitiços eram escritos ao longo de um rolo de papiro, que possuía dois lados, à frente o texto principal era escrito e do outro eram redigidas informações complementares ou um texto diferente, nesse caso geralmente pela falta de papiro, uma vez que se tratava de um material valorizado e muito caro. Esses rolos eram armazenados na Casa da Vida, ou, em egípcio, Per-Ankh, que designava uma parte do templo que funcionava como uma biblioteca, um lugar de aprendizagem, isto é, uma espécie de escola médica e um hospital.

## Papiros Médicos
O Papiro de Brugsch, ou Papiro de Berlim, trata de temas acerca da contracepção e da fertilidade, trazendo informações sobre os primeiros testes de gravidez, nos quais uma amostra de urina da mulher era jogada em determinada vegetação, e o diagnóstico era feito com base no efeito causado nas plantas. O Papiro de Carlsberg é uma coleção de papiros produzidos em diferentes épocas, suas diversas partes encontram-se não apenas em hierático ou demótico, mas também em grego antigo; seu conteúdo trata sobre problemas ginecológicos, de visão e sobre gravidez. O Papiro Chester Beatty, ou Papiro Chester Beatty VI, faz alusão à doença anorretal e ao tratamento para o cancro do cólon e dores de cabeça. O Papiro Ebers é o mais longo papiro médico e menciona vários problemas de saúde, entre as quais estão o cancro, doenças cardíacas, diabetes, depressão, infecções, entre outros, oferecendo diagnósticos ligados, ou não, à causas sobrenaturais. O Papiro de Edwin Smith, atribuído por alguns à Imhotep, respeitado arquiteto egípcio, que em seus tratados médicos argumentava que as doenças eram naturais, foi provavelmente escrito para cirurgiões que atuavam em hospitais de campanha, centrando-se em práticas cirúrgicas, tratamento de ossos partidos etc.
Vale ainda mencionar outros papiros como o papiro mágico de Londres e Leiden, escrito em demótico, que discorre sobre os aspectos sobrenaturais da doença e o Papiro Kahun, voltado às questões ginecológicas, bem como o papiro Hearst e o papiro médico de Londres. Dessa forma, os papiros médicos egípcios eram imprescindíveis para a prática médica vigente no Antigo Egito